# Vinnufallet
Der Vinnufallet (auch Vinnu oder Vinnufossen; norwegisch fallet, fossen, „Wasserfall“) ist ein Wasserfall in der norwegischen Kommune Sunndal in der Provinz Møre og Romsdal. Mit 865 Metern Höhe gilt er als der höchste Wasserfall Europas.
Der Wasserfall wird vom Bergbach Vinnu gebildet, der vom Gletscher Vinnufonna gespeist wird und über die steilen Felswände auf der Nordseite des Tals Sunndalen abfällt.

## Lage
Der Wasserfall liegt in der Provinz Møre og Romsdal rund 120 Kilometer südwestlich von Trondheim. Nächstgelegene Ortschaft ist Holssanden. Vom 5,4 Kilometer westlich gelegenen Ort Sunndalsøra ist der Vinnufallet über den Riksvei 70 („Sunndalsvegen“) erreichbar und ist von der Straße aus zu sehen.
Der Gletscher Vinnufonna liegt an den Südhängen des 1818 moh. hohen Kongskrona. Wenige 100 Meter südlich der Gletscherzunge fällt das Gelände in einer Felskante tief ins Sunndalen ab. Der kurze Bach Vinnu mündet wenig unterhalb des Wasserfalls und östlich des Dorfes Holssanden in die Driva.

## Daten und Einordnung
Der Vinnufallet gilt als höchster Wasserfall Europas und als sechsthöchster Wasserfall der Welt (siehe Liste der höchsten Wasserfälle).
Der Vinnufallet ist eine Kaskade aus drei Stufen, von denen die höchste 420 Meter tief fällt. Der Wasserfall ist durchschnittlich 38 Meter breit. Er weist eine durchschnittliche Durchflussrate von 37,5 Kubikmeter pro Sekunde auf. Im Winter während rund drei Monaten fließt kein Wasser.
Der schweizerische Mattenbachfall im Kanton Bern ist offiziell 840 Meter hoch. Doch sollen Messungen im Sommer 2020 durch italienische Canyoningkletterer sogar eine Höhe von 930 Metern ergeben haben, so dass die Rangfolge in Europa als umstritten gelten kann.